# Stora Öjasjön, Småland
Stora Öjasjön är en sjö i Hultsfreds kommun och Högsby kommun i Småland och ingår i Emåns huvudavrinningsområde. Sjön är 6 meter djup, har en yta på 0,601 kvadratkilometer och befinner sig 173,1 meter över havet. Sjön avvattnas av vattendraget Skärvån.

## Delavrinningsområde
Stora Öjasjön ingår i det delavrinningsområde (634374-149702) som SMHI kallar för Mynnar i Nötån. Medelhöjden är 157 meter över havet och ytan är 35,91 kvadratkilometer. Det finns inga avrinningsområden uppströms utan avrinningsområdet är högsta punkten. Skärvån som avvattnar avrinningsområdet har biflödesordning 3, vilket innebär att vattnet flödar genom totalt 3 vattendrag innan det når havet efter 72 kilometer. Avrinningsområdet består mestadels av skog (89 %). Avrinningsområdet har 1,59 kvadratkilometer vattenytor vilket ger det en sjöprocent på 4,4 %.